# Bouguedra
Bouguedra  (in arabo بوكدرة‎?) è un centro abitato e comune rurale del Marocco situato nella provincia di Safi, regione di Marrakech-Safi. Conta una popolazione di 16 014 abitanti (censimento 2014).